# 쓸모있는 남자들
《쓸모있는 남자들》은 2015년 11월 8일부터 12월 27일까지 O tvN에서 방송된 텔레비전 오락 프로그램이다.